# روبرت بروك (سياسي)
روبرت بروك (بالإنجليزية: Robert Brooke)‏ هو محامي وسياسي أمريكي، ولد في 1761 في الولايات المتحدة، وتوفي في 27 فبراير 1800 في نفس البلد. حزبياً، نشط في الحزب الجمهوري الديمقراطي. وقد انتخب حاكم فرجينيا ‏ (1 ديسمبر 1794 – 1 ديسمبر 1796).